# Paradoxon der unerwarteten Hinrichtung
Das Paradoxon der unerwarteten Hinrichtung (auch bekannt als Paradoxon der unerwarteten Prüfung, Verdunklung oder Inspektion oder Henker-Paradoxon) ist ein erkenntnistheoretisches Paradoxon, bei dem eine Antinomie aufzutreten scheint, indem etwas Unerwartetes erwartet wird.
Das Paradoxon stammt vermutlich aus dem 20. Jahrhundert  und bringt eine falsche Rationalisierung von Lebensumständen mit ständiger existentieller Bedrohung zum Ausdruck. In bestimmten Interpretationen zeigen sich Berührungspunkte zu Newcombs Problem.
Es gibt in der akademischen Diskussion nach wie vor keine Einigung über die Lösung, und es erscheinen immer noch neue Arbeiten zu diesem Thema. T. Y. Chow listete 1998 über 200 Arbeiten und Bücher, die sich mit diesem Thema beschäftigen.

## Klassische Darstellungen
Das Paradoxon wird erstmals in der Juli-Ausgabe 1948 der englischen philosophischen Zeitschrift Mind schriftlich erwähnt. Die dortige Variante ist: Ein Militärbefehlshaber habe eine Totalverdunklung („Class A blackout“) in der kommenden Woche angekündigt, und die Betroffenen sollen erst nach sechs Uhr an dem entsprechenden Tag davon erfahren.
Das Paradoxon zirkuliert spätestens seit 1943 mündlich. Der schwedische Rundfunk hatte angeblich 1943 oder 1944 eine Luftschutzübung angekündigt, die in der folgenden Woche stattfinden werde. Es wurde hinzugefügt, dass niemand voraussagen könnte, wann diese stattfinden würde, selbst nicht am Morgen des Übungstages. Lennart Ekbom, Professor für Mathematik am Östermalms College in Stockholm, war auf die damit verbundenen logischen Schwierigkeiten aufmerksam geworden.
Michael Scriven, Professor für wissenschaftliche Logik an der Universität von Indiana, diskutierte 1951, ebenfalls in Mind, das Paradoxon als „neues und mächtiges Paradoxon“.
In klassischen Darstellungen wird das Paradoxon am Beispiel eines zum Tode Verurteilten geschildert. Entschärfte Versionen ersetzen die Hinrichtung des Gefangenen durch einen Überraschungstest, der Schülern für die nahe Zukunft angekündigt wird.

### Henkerparadoxon
Ein Gefangener wird dazu verurteilt, im Laufe einer Woche (Montag bis Sonntag) hingerichtet zu werden. Hinrichtungen finden immer genau zur Mittagszeit statt. Ihm wird der Tag der Hinrichtung nicht mitgeteilt, um ihn in banger Erwartung zu halten. Zudem wird ihm gesagt, der Termin sei für ihn völlig unerwartet. Er überlegt jedoch: „Überlebe ich am vorletzten Tag der Woche den Mittag, so muss ich am letzten Tag mittags hingerichtet werden, das wäre dann aber nicht unerwartet. Also kann der letztmögliche Termin ausgeschlossen werden. Lebe ich am Mittag vor dem vorletzten Termin noch, könnte die Hinrichtung für den letzten oder vorletzten Termin angesetzt sein, den letzten habe ich aber bereits ausgeschlossen, es bleibt also nur der vorletzte; das wäre jedoch dann nicht unerwartet. Und so weiter: Lebe ich am Mittag vor dem zweitletzten Termin noch, … – ich kann also überhaupt nicht hingerichtet werden.“ Gerade diese Schlussfolgerung führt dazu, dass es für ihn völlig unerwartet ist, als man ihn an einem der Tage zum Richtblock führt.

### Unerwarteter Test
Eine Lehrerin sagt zu ihrer Klasse: „In der nächsten Woche schreibt ihr einen völlig überraschenden Test über dieses Thema!“ Eines der Kinder hält das für unmöglich. Sie sagt: „Die Klasse hat dieses Fach montags, donnerstags und freitags. Wenn der Test am Freitag geschrieben wird, so ist er nicht überraschend, sondern bereits am Donnerstag nach der Stunde vorhersehbar. Findet der Test am Donnerstag statt? Nein, denn ich habe den Freitag bereits ausgeschlossen und der Montag ist dann bereits vorbei und kann ebenfalls ausgeschlossen werden. Der Test muss also am Montag sein und wäre dann aber nicht überraschend.“ Kann die Lehrerin ihre Ankündigung dennoch wahr machen?

### Wissensparadox
Nach Kaplan und Montague lässt sich das Paradox auf das sogenannte „knower paradox“ (Wissensparadox) reduzieren, das aus dem einen folgenden Satz besteht: „Es wird gewusst, dass dieser Satz falsch ist.“

## Analysen
Neben der Auflösung des Paradoxons stellt sich die Frage, wo der Fehler in der Logik des Gefangenen steckt, der ja annimmt, er werde überleben.
1. Analyse:
Der Fehler des Gefangenen steckt darin, überhaupt noch einen Induktionsschritt durchzuführen, nachdem er einen Widerspruch erkannt hat. Aus etwas Falschem kann man grundsätzlich alles folgern, hier also auch das (nicht zutreffende) Überleben. Wenn der Gefangene am Sonntagmorgen noch lebt, dann weiß er, dass von den beiden Aussagen des Wärters („Du wirst spätestens bis Sonntag hingerichtet werden“ und „Du wirst den Tag vorher nicht wissen“) eine falsch war. Weil er aber nicht weiß, welche von beiden Aussagen falsch war, kann er keine weiteren Schlüsse ziehen.
Natürlich kann der Gefangene den Schluss ziehen: „Wenn beide Aussagen des Wärters wahr sind, dann erlebe ich den Sonntag nicht mehr.“
Am Samstagmorgen gibt es dann folgende Möglichkeiten: „Entweder kommt heute der Henker, oder der Wärter hat gelogen.“ Welche der beiden Aussagen rund um das „oder“ stimmt, weiß der Gefangene nicht. Ergo kann der Henker am Samstag „überraschend“ kommen. Und so natürlich erst recht am Freitag, Donnerstag, Mittwoch, Dienstag oder Montag.
2. Analyse:
Setzen wir voraus, der Gefangene lebt am Samstagabend noch: Könnte er mit hundertprozentiger Sicherheit voraussagen, dass er am Sonntag hingerichtet wird? Das Paradoxon kommt dadurch zustande, dass diese Frage mit Ja beantwortet wird, die richtige Antwort ist jedoch Nein. Der Gefangene geht nämlich davon aus, dass die Aussage, er werde in der nächsten Woche überraschend hingerichtet, wahr ist; wenn er aber eine unerwartete Hinrichtung voraussetzt, kann er selbst am Samstagabend nicht davon ausgehen, dass er am Sonntag hingerichtet wird, da dies seiner eigenen Annahme widerspräche. Ergo kann der Gefangene selbst am Sonntag überraschend hingerichtet werden, womit seine Argumentation widerlegt wäre.
Analoger Fall: Ich schenke dir das Buch, das du dir gewünscht hast, und mein Geschenk wird eine Überraschung sein. Auf den ersten Blick kann nur eines der beiden Versprechen gehalten werden. Doch wenn die andere Person davon ausgeht, dass meine Aussage richtig ist, kann sie unmöglich vorhersagen, dass ich ihr das entsprechende Buch schenken werde, denn aus der Sicht jener Person widersprechen sich die beiden Teilaussagen, was eine Voraussage unmöglich macht. Somit kann ich der Person das Buch, das sie sich gewünscht hat, als Überraschung schenken.
Der logische Fehler, der beide Fälle zu Paradoxa macht, ist die Annahme, dass aufgrund der Fakten eine eindeutige Vorhersage gemacht werden kann. Dies stimmt aus dem einfachen Grund nicht, dass beide Male die Aussage gemacht wird, eine Vorhersage sei unmöglich. Da man vom Wahrheitsgehalt dieser Aussage ausgehen muss, kann (bezogen auf die Situation des Gefangenen) kein Tag ausgeschlossen werden, da auch ein Ausschluss eine eindeutige Vorhersage ist, welche aber der Überraschungs-Aussage widerspricht und somit nicht angenommen werden kann. Anders ausgedrückt bedeutet die Aussage Die Hinrichtung ist überraschend automatisch, dass die Hinrichtung an jedem Tag der Woche stattfinden kann; deshalb kann selbst der Sonntag nicht ausgeschlossen werden.
3. Analyse:
Die logische Argumentation des Gefangenen erfolgt als Rückwärtsinduktion, d. h., er beginnt seine Argumentationsfolge mit dem Ansatz: „Wenn ich Samstagabend noch lebe...“
Die Argumentation kann aber schon nicht mehr angesetzt werden, wenn er den Samstag nicht mehr erlebt, weil er vorher hingerichtet wurde. Seine Argumentation setzt stillschweigend voraus, dass er noch am Leben sein wird, um sich sicher oder überrascht zu sein. Oder anders formuliert: Aus der Voraussetzung, dass die Hinrichtung bis einschließlich Samstag nicht stattgefunden hat, ist richtig zu folgern, dass auch der Sonntag als Termin der Hinrichtung ausfällt. Aus dieser ersten Schlussfolgerung werden dann die weiteren Folgerungen abgeleitet, dass nämlich auch der Samstag, dann der Freitag, dann der Donnerstag usw. ebenso auszuschließen sind. Da diese Folgerungen auf einander und damit letztlich auf der ersten aufbauen, gelten sie alle nur, wenn die Voraussetzung für die erste Schlussfolgerung erfüllt ist, dass nämlich die Hinrichtung bis Samstag nicht stattgefunden hat. Der Gedankengang beweist also lediglich, dass der Delinquent nicht hingerichtet werden kann, wenn er bis Samstagabend überlebt hat. Ansonsten wiederholen die Schlussfolgerungen lediglich ihre Voraussetzung.